# Adair
Adair je priimek več znanih oseb:
- Douglas Adair, ameriški zgodovinar
- Jean Adair (1873 - 1953), ameriška igralka
- John Adair (1757 - 1840), ameriški general in politik
- John Adair (kartograf) (1655 - 1722), škotski kartograf
- Hamilton Virginia Adair (1913 - 2004), ameriška pesnica
- Robert Adair (1763 - 1865), britanski diplomat